# Домофон
Домофон, наричан също интерком, е средство за общуване. Чрез електрически сигнали се предават звуци и по-специално говор, подобно на телефон. Използва се предимно за общуване в рамките на една затворена система от съображения за сигурност, например в една фирма или жилищна сграда. По този начин се предотвратява достъпа на нежелани лица в една сграда или в системата за общуване на дадено предприятие, фирма, организация.
В град София домофони има от 1930 година, в началото това са „Ериксон“ и „Сименс“.